# كاي هاموند
كاي هاموند (بالإنجليزية: Kay Hammond)‏ هي ممثلة بريطانية (وحملت سابقاً جنسية المملكة المتحدة لبريطانيا العظمى وأيرلندا)، ولدت في 18 فبراير 1909 بلندن في المملكة المتحدة، وتوفيت في 4 مايو 1980 في المملكة المتحدة بسبب مرض.

## وصلات خارجية
- كاي هاموند على موقع IMDb (الإنجليزية)
- كاي هاموند على موقع قاعدة بيانات برودواي على الإنترنت (الإنجليزية)
- كاي هاموند على موقع قاعدة بيانات الفيلم (الإنجليزية)